# BLOOD on FIRE
「BLOOD on FIRE熱血沸騰」是日本的音樂团体AAA的第1张单曲。2005年9月14日由avex trax发售。

## 概要
- 「BLOOD on FIRE」是AAA的出道單曲，亦是電影「頭文字D THE MOVIE」的主題曲、东京电视台節目「激走!GT」的片尾曲和Arcade游戏「jubeat」歌曲。
- 此單曲有2個版本，分別有「CD+DVD」和「CD ONLY」，收錄了「BLOOD on FIRE」的Music Clip和「頭文字D THE MOVIE」剧场版预告视频
- 因为商業搭配的效果和500日元的价格，此單曲成功打入公信榜前十位
- 在9月26日於公信榜單曲週排行榜取得第9位
- 2005年、BEST HIT歌謠祭2005「新人奖」、第38回日本有線大獎「有線音樂賞」、第47回日本唱片大奖「最優秀新人賞」的获奖曲。

## 收錄內容

### CD+DVD
CD
1. BLOOD on FIRE
（作詞：ササキオサム 作曲：渡辺未来 Rap詞：日高光啓）
2. BLOOD on FIRE (Instrumental)

DVD
1. BLOOD on FIRE (Music Clip)
2. 「頭文字D THE MOVIE」剧场版预告视频

### CD ONLY
1. BLOOD on FIRE
2. BLOOD on FIRE (Instrumental)

## 引用
1. ↑   (新闻稿). 愛貝克思官方網站 avex taiwan inc. 2008-03-19  [2015-09-12]. （原始内容存档于2016-03-04） （中文（臺灣））. BLOOD on FIRE熱血沸騰